# Širkovce
Širkovce – wieś (obec) na Słowacji położona w kraju bańskobystrzyckim, w powiecie Rymawska Sobota. Pierwsze wzmianki o miejscowości pochodzą z roku 1264. 
Według danych z dnia 31 grudnia 2012, wieś zamieszkiwało 939 osób, w tym 476 kobiet i 463 mężczyzn.
W 2001 roku rozkład populacji względem narodowości i przynależności etnicznej wyglądał następująco:
- Słowacy – 8,26%
- Romowie – 4,75%
- Węgrzy – 85,97%

Ze względu na wyznawaną religię struktura mieszkańców kształtowała się w 2001 roku następująco:
- Katolicy rzymscy – 48,98%
- Ewangelicy – 1,24%
- Ateiści – 5,66%
- Nie podano – 4,19%